# Ла-Уньон (провінція)
Ла Уніон (ілок.: Probinsia ti La Union; пан.: Luyag na La Union; таг.: Lalawigan ng La Union) — провінція Філіппін, розташована в регіоні Ілокос на острові Лусон. Адміністративним центром є місто Сан Фернандо, яке також є адміністративним центром регіону Ілокос. Провінція межує: на півночі — з провінцією Південний Ілокос, на сході — з провінцією Бенґет, на півдні — з провінцією Пангасінан, на заході омивається водами Південнокитайського моря. Площа провінції становить 1 498 км2. Ла Уніон розташована на відстані 273 кілометри на північ від Маніли - столиці Філіппін та 57 кілометрів на північний захід від міста Баґйо.
Адміністративно поділяється на 19 муніципалітетів та одне незалежне місто. Населення провінції, згідно перепису 2015 року, становило 786 653 особи. Понад 90% населення католики.
Провінція має досить сухий і тривалий сухий сезон з невеликими опадів, які можна очікувати між листопадом та травнем.
Економіка провінції базується на сільському господарстві, переробній промисловості та обслуговуванні населення. Основними продуктами є: м'які крісла, кошики, кераміка, рисове вино, оцет з цукрового очерету, ремісничі вироби з дерева, сушена риба, кокосові горіхи, морські їжаки та ін.
Ла Уніон має понад 330 загальноосвітніх початкових шкіл, 56 приватних початкових шкіл, 79 загальноосвітніх шкіл, 51 приватну загальносвітню школу, 20 коледжів та 5 державних університети.